# 훌라 학살
훌라 학살(아랍어: مجزرة الحولة)은 시리아 내전 기간 중인 2012년 5월 25일 시리아 홈스 서북부에 있는 훌라 지역의 탈두 마을에서 일어난 학살이다. 유엔에 따르면 훌라 학살로 여성 34명과 어린이 49명을 포함한 108명이 사망했다. 사망자 중 극소수만 탈두에서 사용한 포병 및 전차탄으로 사망했으며 유엔은 나중에 학살 희생자들 대부분이 "2차례에 걸친 개별 사건으로 즉결처형 당했다"고 발표했다. 유엔 조사단은 일부 생존자와 목격자의 증언을 토대로 훌라 학살은 친정부 민병대인 샤비하가 일으켰다고 발표했다. 2012년 8월 유엔조사단은 시리아 정부군과 샤비하가 집단학살을 일으켰다고 발표하면서 다음과 같은 결론을 내린 보고서를 발표했다.
가능한 증거를 토대로 본 위원회는 아불라자크와 알샤이드 가족 지점에서 민간인을 고의로 살해한 공격자들에게 (시리아) 정부와 연계되었다고 믿을만한 근거가 있다. 이같은 결론은 학살 현장, 피해자들의 충성도, 정부 수역 검문소를 포함한 이 지역의 보안 병력 배치, 사건에 대한 직접적인 정보를 가진 희생자 및 목격자들의 일관된 증언을 통해 내려졌다. 이 결론은 다른 가능성에 대해선 신뢰할 수 있는 정보의 부족으로도 뒷받침된다.— 2012년 8월 15일 UN 보고서

시리아 정부는 알카에다 테러리스트 단체가 학살의 주범이라 발표했으며 훌라 주민들은 반정부 세력에게 공개적으로 말하지 말라는 협박을 받은 것이라고 주장했다. 이 주장은 프랑크푸르터 알게마이네 차이퉁이 발표한 보고서에서 지지를 받았으나 대부분의 언론 보도와 2012년 8월 유엔조사단이 발표한 보고서와 대치되는 내용이다.
채널 4의 보도에선 훌라 주민들은 반정부 세력이 주장한 데로 시리아군 및 시리아 정부가 고용한 샤비하가 대학살의 가해자가 맞다고 나왔다. 마을 사람들은 몇 시간동안 이어진 포격 후 시아파/알라위파 마을에서 훌라 남쪽과 서쪽에서(카부와 펠라라는 이름이 언급됨) 샤비하로 추정되는 사람들이 들어왔다고 말했다. 한 목격자는 살인자들이 이마에다가 "알라위 신앙은 시아파다"라는 시아파 구호를 적었다고 말했다.
유엔 안전 보장 이사회 15개국은 만장일치로 시리아 정부가 민간인에게 중화기를 사용했다고 비판하는 결의안을 냈다. 또한 미국, 영국 및 11개국은 시리아 대사 및 외교관을 고국으로 추방하였다.
2012년 6월 1일 유엔 인권 이사회에선 훌라 마을에서 일어난 시리아의 학살을 비판하고 국제형사사건 조사를 요구하는 안건이 41대 6으로 통과하였다. 이 안건에 반대한 주요 국가로는 러시아, 중국, 볼리비아, 수단, 쿠바가 있었다. 6월 27일에 인권이사회가 발간한 시리아의 인권 침해에 대한 보고서에서는 시리아 정부의 책임을 약간 줄였다. "접근 가능한 증거"를 볼 때 위원회는 범행에 가담할 수 있는 3개 세력 중 어느 쪽도 확실하게 아니라고 배제할 수 없다고 밝혔다. 하지만 보고서에서는 위원회가 "(시리아) 나라에 접근할 여력이 없으며", "조사를 국가 차원에서 실질적으로 방해받았고 이 보고서는 그러한 관점으로 읽어야 한다"고 말했다.

## 배경
알훌라 지역은 유엔 6월 보고서에 따르면 북쪽에서 남쪽으로 차례대로 탈아다합, 카프르라하, 탈두 3개 도시로 구성되어 있는 지역이다. 도시에 거주하는 무슬림 10만명 중 대부분은 수니파로, 동남쪽으로는 시아파 마을이, 남서쪽과 북쪽엔 알라위파 마을이 둘러싸여 있는 모습이다.
훌라는 탈영한 군인들이 모여 자유 시리아군(FSA)을 구성하기 전에도 지속적으로 시위가 열리던 곳이었다. 시리아군은 이전에도 훌라 지역에서 시위대를 기습하여 살해한 혐의가 있었다. 하지만 2012년 5월까지 자유 시리아군 또는 이와 연맹한 반정부군이 전반적으로 지역을 전체적으로 통제하고 있는 상태였다. 슈피겔 지에선 2011년 겨울동안 자유 시리아군이 도시를 점거하고 해방 상태였으나, 시리아 정부군이 마을로 향하는 길을 장악한 상태라고 보도했다. 유엔 조사단은 최남단의 탈두 마을에 대해서만 주목했으며 반군은 주로 북부 지역 일부를 전반적으로 통제했을 것이라고 서술하고 있다.
알자지라의 보도에 따르면 훌라는 자유 시리아군이 장악중이던 곳으로 5월 25일 학살 이전에 앞서 포격을 하고 나서야 정부군이 진입하게 되었다고 한다. 하지만 유엔의 6월 보고서에서는 "정부군이 알훌라에 있었으며" 첨부된 지도에 "요새화된 검문소"로 써져 있다고 말했다. 이곳은 반정부군이 장악한 훌라와 알라위/시아파 마을 사이에 있는 탈두 남쪽 끝만 나와 있었다. 지도에 표시되어 있는 모든 알려진 학살 현장은 전부 탈두 및 그와 인접한 지역에만 있었다.

## 학살

### 유엔 및 반군 측 주장
2012년 5월 25일, 시위대는 시리아 군인들이 훌라 마을 중 하나인 탈두의 검문소에서 총격을 가해 시위대가 흩어졌다고 말했다. 직후 무장한 반군이 검문소를 공격해 장갑차를 파괴했으며, 시리아군은 마을에 탱크와 포병으로 포격을 가해 대응했다. UNHRC 조사위원회의 보고서에서는 "시위대는 군의 총격에 맞거나 포격에 당해 사망했다. 보복이든, 계획된 공격이든 탈두의 FSA을 포함한 반정부 무장 단체는 보안군 검문소를 발포하였으며 이들 중 한둘로 급속히 퍼졌다."라고 적었다. 또한 "이 충돌 혹은 포격으로 수 명이 사망하였다"(7쪽)라고 기록했으며 특히 탈두 중앙의 원형 교차로에 있는 "시계탑 검문소"에서 이 날 어느 시점에서 패퇴하여 무장세력이 사드 도로(압둘라크 가족이 사망한 곳)으로 접근할 수 있게 되었다고 하였다.(10쪽) 중앙 도로에서 남쪽으로 군사정보국으로 향하는 길이 "반군에게 패퇴당해 도주할 때 이용한 도로"로 추정된다고 표시하였다.(21쪽) 8월 시점에도 위원회는 이 검문소가 함락된 상태라고 추정하였으며 "알카스 검문소"(Al-Qaws) 또는 검문소 남쪽 바로 아래 아치가 정부군과 반정부군의 새로운 경계지점이었다고 적었다.(66쪽) 하지만 군용 차량을 주차해두고 군인만 배치하는 이동형 검문소인 알카스 검문소의 위치는 확실하지 않아 6월 보고서의 지도에서는 지도에 기록된 것 보다 더 남쪽에 있을 수도 있다고 추정했다.(21쪽) 즉 소부대는 어느 정도 후퇴했을 수도 있다는 말이었다.
충돌 하루 후 조사위원회는 자유 시리아군의 카스 검문소를 통해 대학살 지역에서의 정부군 통제를 깨러는 공세가 실패하였으며 정부군은 국립병원에 주둔하고 탈두 남부의 요새화된 병영(워터 중대)는 여전히 정부군의 손아귀에 있다고 보고하였다. 따라서 학살 범죄는 "정부군이 쭉 통제하던 영역"에서만 있었다고 기록했다.(66쪽) 이를 고려할 때, 8월 보고서에서 조사위원회는 "압둘라크 및 알셰드 가족이 있던 위치에서 민간인을 의도적으로 학살하던 가해자는 정부 측이다"라고 결론내렸다.(67쪽)
목격자들은 이웃 알라위파 마을에서 온 샤비하들이 해가 진 오후 7시 직후 마을로 들어왔다고 증언했다. 일부는 군복을 입고 있었으며 일부는 평상복 차림이었다고 한다. 이 사람들은 이후 5시간동안 마을을 약탈하며 집집마다 돌아다니면서 수많은 민간인을 죽였다고 주장했다. 무장한 괴한들이 온 가족을 한 방에 밀어넣고 총탄을 쏘는 경우도 있었다. 인공위성 사진에서는 학살 현장에서 동남쪽으로 1.5 km 떨어진 곳에 대규모 시리아 정부군이 있었다.
유엔 조사 결과 확인된 사망자 108명 중 20명 미만이 전차 및 포격으로 사망했다. 나머지 사망자는 거의 다 "즉결처형"으로 처형당한 예로 탈두 마을에서는 "가족 전부가 자기 집에서 총에 맞아" 사망하였다. 시리아 내 반정부 활동가의 모임인 시리아 지역합작위원회는 군의 공격은 마을을 향한 박격포 공격으로 시작되었으며, 이 박격포격으로 가족 전체가 사망하였다고 주장했다. 활동가들은 학살 당일 밤 유엔 감시단과 접촉하러 시도하였으나 감시단이 접견을 거부했다고 말했다.
런던에 소재한 시리아 인권관측소에서는 훌라 학살은 시리아 정부군이 자행한 것으로 훌라에서 일어난 반정부 시위를 진압하기 위해 저지른 것이라고 주장하였다. 정치 운동가들은 시리아 정부군 및 친정부 민병대가 중화기를 사용했다고 주장했다. 또 다른 활동가는 훌라 주변 마을의 알아사드 충성파들이 폭력 사태를 자행했다고 말했다. "아부 빌랄 알홈시"라고 부른 지역 주민은 알라위파 조직인 샤비하 인물을 탈두 마을 주민을 처형한 혐의로 고소하였는데, 샤비하 조직원들이 이전에 있었던 자유 시리아군의 도시 주변 검문소 공격과 반정부 시위에 대한 보복성으로 학살을 벌였다고 주장했다.
채널 4 뉴스와의 인터뷰에서 마을 주민들은 수 시간 동안 포격을 가한 후 알라위파 마을에서 훌라 서쪽과 남쪽(알카부, 펠레 마을)을 향해 어떻게 샤비하가 들어왔는지를 묘사했다. 한 목격자는 살인마들은 이마에 슬로건을 쓰고 있었다고 말했다. 알렉스 톰슨 기자는 아직 많은 시신들이 수습되지 않았으며, 유엔 집계에 포함되지 않은 사망자 시신이 최소 2구였다고 말했다.
5월 28일, 휴먼 라이츠 워치는 생존자들과 지역 운동가들의 증언을 인터뷰한 보고서를 발표했다. 이 보고서에는 모두 훌라 학살이 친정부 무장단체가 저지른 일이라고 주장했다. 하지만 목격자들은 무장한 괴한들이 무장세력인지 샤비하인지 정확히 말하진 않았다. 휴먼 라이츠 워치는 사망자 명단도 발표하였는데, 사망자 중 62명은 압델 라자크 가문의 일원이었다.
이후 인터넷을 통해 공개된 훌라 지역 동영상에서는 어둠 속에서 옹기조기 모여있는 어린 아이들의 피 묻은 시체들이 즐비한 상태로, 두개골이 개방된 채 깨진 사람도 있었으며 목을 베인 사람도 있었고 칼에 찔리거나 총에 맞은 사람도 있었다. 영상에서는 또 한 사람이 "이들은 그냥 아이들이야! 이 개들아, 이 아랍인들아, 이 동물아, 이 아이들을 그냥 봐라!"라고 외치는 목소리도 있다. 또 다른 영상에서는 사망자들이 집단적으로 매장되는 모습이 찍혀 나왔다. 미국 국무부는 시리아 내 만들어진 공동묘지들이 시리아 반정부군이 제공한 영상과 거의 비슷하게 일렬로 쭉 늘어선 위성사진을 공개하였다.

### 시리아 정부의 주장
시리아 정부는 훌라 학살이 2012년 3월 15일 홈스에서 일어난 카름알룰즈 학살처럼 시리아에 대한 안전보장이사회 회기에 앞서 공격을 고조시키는 반정부군 무장단체의 패턴과 일치한다고 주장하였다. 시리아 정부가 5월 28일 유엔에 제공한 대규모 학살에 대한 자료에서는 25일 오후 2시 경 대전차미사일 등 중화기로 무장한 괴한 수백 명이 학살장소 주변에 모였다. 사망자 명단에 올라간 사람들에는 "아동, 여성, 노인 등 여러 가족"들이 있었으며, 무장 테러단체는 탈두에 있는 국립병원을 파괴하고 농작물과 집을 불태웠다고 주장했다. 피해지역 외 외곽의 정부군 주둔지 5곳도 민병대의 공격을 받아 3명이 사망하고 16명이 부상을 입었다고 주장했다.
독일의 신문 프랑크푸르터 알게마이네 차이퉁의 중동 특파원 라이너 헤르만은 정부(혹은 친정부)가 아닌 시리아 반정부 세력이 훌라 학살에 어떠한 영향을 미쳤는지에 대한 기사를 송고하였다. 지역의 익명 반정부 세력 소식통을 인용해, 헤르만은 25일 저녁 탈두 인근의 시리아군 검문소 3곳이 라스탄, 카프르라하, 아크라바 등 마을에서 압둘라자크 틀라스와 야히야 유수프가 이끄는 700여명 이상의 반정부군의 공격을 받았다고 주장했다. 헤르만에 따르면 반정부군과 탈두 주민이 전투 중간과 전투 후에 "반정부 세력 가담을 거부한" 사이드 및 압달라자크 가문을 전멸시켰다고 주장했다. 베를리너 모르겐포스트에서는 익명의 목격자의 증언을 인용하여 학살 피해자들은 혁명에 반대한 사람들이었으며 반대되는 증언들은 반군들이 응징하고 있다고 주장하였다.
프랑크푸르터 알게마이네 차이퉁의 보도는 국제 언론계의 주목을 받았으나 채널 4나 영국방송공사(BBC)를 포함한 다른 보도의 증언과는 상반되는 내용이며 슈피겔가 보도한 훌라 주민과의 1차 증언 인터뷰에서 완전히 반대라고 주장하였다. 슈피겔 지의 기자들은 2012년 12월 시리아 훌라 내료 직접 파견되어 샤비하가 학살한 것이라고 보도하였다.
2012년 8월 15일 발표된 유엔 조사 보고서에서는 특히 프랑크푸르터 알게마이네 차이퉁이 보도한 내용을 반박했는데 이 신문은 시리아 정부 보고서에서도 인용한 두 명의 목격자를 인터뷰했다고 지적했다. 2012년 9월 유엔고등판무관 나비 필라비의 연설에서는 시리아 정부의 책임을 직접적으로 언급하지는 않았으나, 정부군이 훌라 대학살에 가담하였다고 언급하였다.

## 같이 보기
- 알퀴베르 학살 (2012년 하마 학살)
- 하마 학살
- 트렘시 전투
- 시리아 내전 기간의 학살 목록